# Maria Gugelberg von Moos
Maria Barbara Gugelberg von Moos (Maienfeld, 6 februari 1836 - aldaar, 29 oktober 1918) was een Zwitserse botanica.

## Biografie

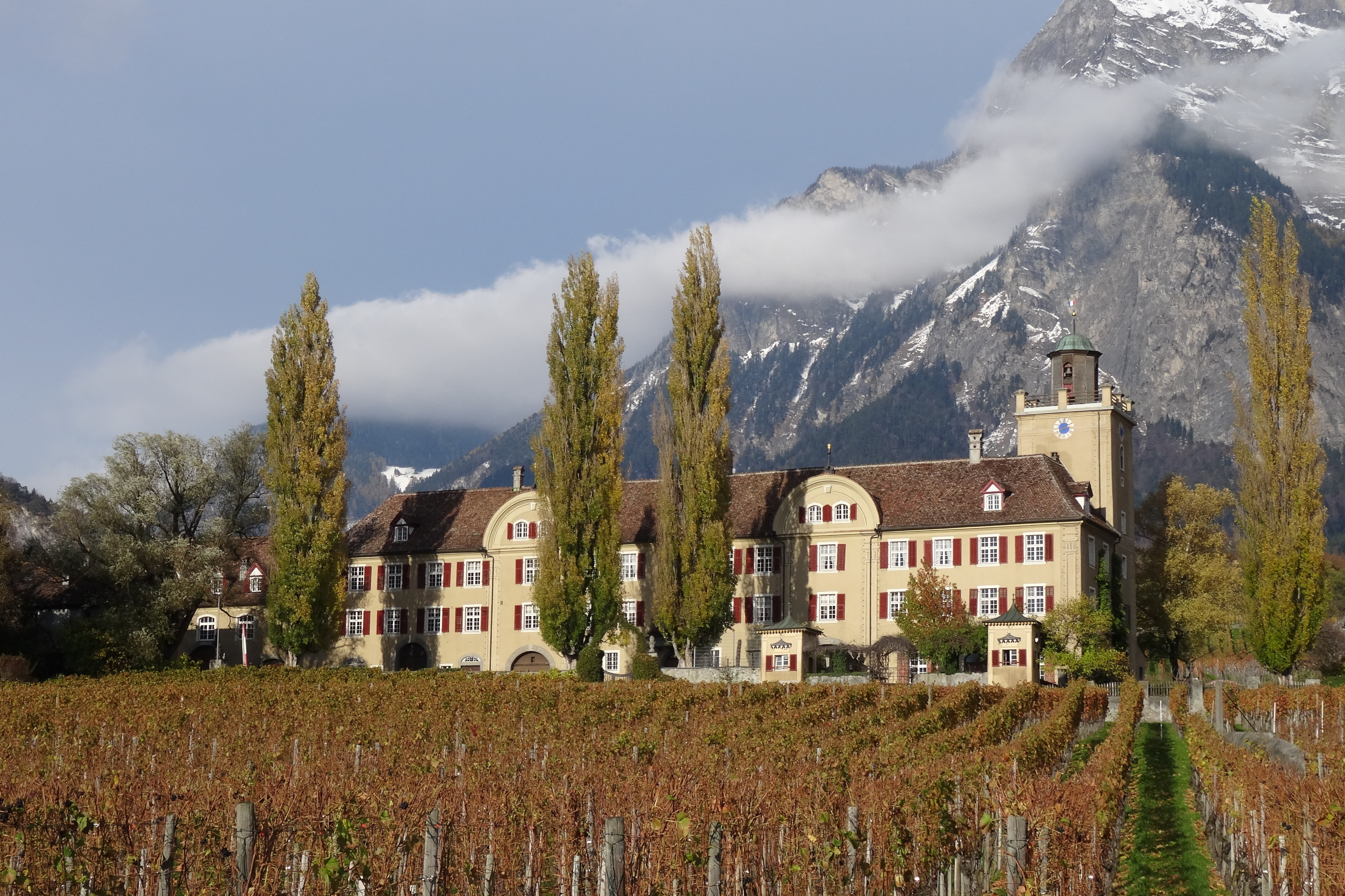
Schloss Salenegg in Maienfeld (kanton Graubünden), haar geboorte- en woonplaats.

Maria Gugelberg von Moos werd geboren in Schloss Salenegg in Maienfeld, kanton Graubünden als dochter van Ulysses Gugelberg von Moos, baljuw van het dorp, en van Elisabeth Jecklin von Hohenrealta. Na haar schooltijd in Maienfeld en Neuchâtel studeerde ze verder als autodidact. In Chur werkte ze samen met botanicus Christian Gregor Brügger. Ze legde ook haar eigen verzameling aan en deed onderzoek naar mossen (bladmossen en levermossen) uit Graubünden en Oost-Zwitserland, een onderwerp waaraan ze ook verschillende werken zou wijden (Übersicht der Laubmoose des Kantons Graubünden nach den Ergebnissen der bisherigen Forschung, 1905). In 1902 werd ze het eerste vrouwelijke lid van de Naturforschende Gesellschaft Graubündens.

## Werken
- (de)  Beitrag zur Kenntnis der Lebermossflora des Kantons Graubünden, Jahresbericht der Naturforschende Gesellschaft Graubündens, vol. XXXVIII, 1895.
- (de)  Beitrag zur Kenntniss der Laub- und Lebermoosflora des Engadins, Jahresbericht der Naturforschende Gesellschaft Graubündens, vol. XLIV, 1902.
- (de)  Übersicht der Laubmoose des Kantons Graubünden nach den Ergebnissen der bisherigen Forschung, Jahresbericht der Naturforschende Gesellschaft Graubündens, vol. XLVII, 1905.
- (de)  Beitrage zur Lebermoosflora der Ostschweiz, Vierteljahrshefte der Naturforschende Gesellschaft in Zürich, vol. LVII, 1912, 563.